# Jeździectwo na Letnich Igrzyskach Olimpijskich 1900 – konkurs skoków
Konkurs skoków był jedną z trzech konkurencji w jeździectwie na Letnich Igrzyskach Olimpijskich 1900 w Paryżu uznawanych przez Międzynarodowy Komitet Olimpijski. Rozegrany został 29 maja na Placu Breteuil. Trasa miała długość 850 metrów i składała się z 22 skoków, w tym jednego podwójnego i jednego potrójnego skok oraz skoku przez rzekę o szerokości ok. 4 m. Przeszkody miały wysokość ok. 1,1-1,2 m.
Do zawodów zostało zgłoszonych 45 zawodników. Ostatecznie wystartowało 37 ze zgłoszonych. Znanych jest tylko 15 startujących (jeden z nich startował dwa razy, ale na innym koniu). Wiadomo jest, że startowali także zawodnicy z Rosji i Włoch.
Złoty i srebrny medal zdobyli Belgowie Aimé Haegeman i Georges van der Poële, natomiast brązowy medal Francuz Louis de Champsavin.

## Wyniki
| Poz.   | Jeździec                        | Koń           | Czas     |
| ------ | ------------------------------- | ------------- | -------- |
| złoto  | Aimé Haageman                   | Benton II     | 2:16,0   |
| srebro | Georges van der Poële           | Winsor Squire | 2:17,6   |
| brąz   | Louis de Champsavin             | Terpsichore   | 2:26,0   |
| 4-37   | Count d'Havrincourt             | Mavourneen    | nieznany |
| 4-37   | Maurice Jéhin                   | Bistouri      | nieznany |
| 4-37   | Henri Leclerc                   | Extra-Dry     | nieznany |
| 4-37   | Henri Leclerc                   | Gilles        | nieznany |
| 4-37   | Hermann John Mandl              | nieznany      | nieznany |
| 4-37   | Louis Napoléon Murat            | Arcadius      | nieznany |
| 4-37   | nieznany                        | Tip-Top       | nieznany |
| 4-37   | Count de Béthune-Sully          | nieznany      | nieznany |
| 4-37   | Phillippot                      | nieznany      | nieznany |
| 4-37   | Vigneulles                      | nieznany      | nieznany |
| 4-37   | de Coulombier                   | nieznany      | nieznany |
| 4-37   | de Lamaratine                   | nieznany      | nieznany |
| 4-37   | Marcel Haëntjens                | nieznany      | nieznany |
| 4-37   | Dominique Gardères              | nieznany      | nieznany |
| 4-37   | 22 innych nieznanych zawodników |               |          |